# آلن راس (بازیکن فوتبال، زاده ۱۹۳۳)
آلن راس (انگلیسی: Alan Ross؛ زادهٔ ۷ فوریهٔ ۱۹۳۳) بازیکن فوتبال اهل بریتانیا است.
از باشگاه‌هایی که در آن بازی کرده‌است می‌توان به باشگاه فوتبال اولدهام اتلتیک و باشگاه فوتبال بیشاپ اوکلند اشاره کرد.